# Arxipèlag Palmer
L'Arxipèlag Palmer es troba a l'Antàrtida, molt propera a la costa nord-oest de la Península Antàrtica (Costa Danco i Costa Davis o Palmer), de la que està separada per l'Estret Gerlache i el Canal Orleans. Es troba a uns 45 km de les Illes Shetland del Sud, que es troben més cap al nord-est.
El nom li fou donat per Adrien de Gerlache, cap de l'expedició antàrtica belga de 1897-1899, en homenatge al foquer (caçador de foques i llops marins) i explorador estatunidenc de principis del segle xix, Capità Nathaniel Palmer, que va navegar per la zona el 1820.
L'Argentina inclou les illes dins el Departament Antàrtida Argentina que forma part de la província de Terra del Foc, Antàrtida i Illes de l'Atlàntic Sud. Per a Xile formen part del Territori Xilè Antàrtic i pel Regne Unit del Territori Antàrtic Britànic, però aquestes reclamacions es troben suspeses pel Tractat Antàrtic.
L'arxipèlag està format per illes de tipus continental, muntanyoses, que es troben quasi totalment cobertes de gel perpetus.
Les principals illes que formen l'arxipèlag són, de sud-oest a nord-est:
- Illa Doumer
- Illa Anvers
- Illa Brabant
- Illa Lieja
- Illa Hoseason
- Illa Trinitat
- Illa Torre